# Gala Varo
Gala Varo, nombre artístico de Jesús Meza Arroyo (también conocido como Josué Armez), es una drag queen que compitió en la temporada 2 del concurso mexicano La Más Draga como parte de Red Rabbit Duo, y en la primera temporada de Drag Race México.

## Vida personal
Originario de Morelia, Michoacán, Arroyo estableció su residencia en Guadalajara, Jalisco.Es doctor en ciencias biomédicas de la Universidad de Guadalajara y ha investigado sobre tratamientos en pacientes pediátricos con leucemia linfoblástica aguda y los cambios en la expresión genética, entre otros temas.
En diversas ocasiones, ha participado en iniciativas de difusión sobre diversidad sexual e identidades de género dentro de entornos científicos, participando en diversas foros y conferencias sobre estos temas.

## Filmografía

### Televisión
| Año  | Título                     | Rol      | Notas                      | Ref |
| ---- | -------------------------- | -------- | -------------------------- | --- |
| 2019 | La Más Draga               | Sí misma | Concursante (temporada 2 ) |     |
| 2023 | Drag Race México           | Sí misma | Concursante (temporada 1)  |     |
| 2024 | Drag Race Global All Stars | Sí misma | Concursante (temporada 1)  |     |